# اندیس آزبست وشاپی
آزبست وشاپی یک اندیس غیرفلزی است که در حوالی شهر بیرک استان سیستان و بلوچستان قرار دارد و مادهٔ معدنی موجود در آن، آزبست است.سنگ میزبان این اندیس کالردملانژ است و دیرینگی آن به دوران کرتاسه بالایی می‌رسد.